# Село Свети Марко
Село Свети Марко је насељено мјесто у Лици, у општини Перушић, у Личко-сењској жупанији, Република Хрватска.

## Географија
Село Свети Марко се налази око 3 км сјеверозападно од Перушића. Покрај насеља пролази Личка пруга.

## Историја
До територијалне реорганизације у Хрватској насеље се налазило у саставу бивше велике општине Госпић.

## Становништво
Према попису из 1991. године, насеље Свети Марко је имало 136 становника. Према попису становништва из 2001. године, Свети Марко је имао 64 становника. Свети Марко је према попису из 2011. године имао 34 становника.
| Демографија | Демографија | Демографија |
| Година      | Становника  | Становника  |
| ----------- | ----------- | ----------- |
| 1961.       | 220         |             |
| 1971.       | 164         |             |
| 1981.       | 118         |             |
| 1991.       | 136         |             |
| 2001.       | 64          |             |
| 2011.       |             | 34          |